# 2002年苏门答腊地震
2002年苏门答腊地震發生在11月2日协调世界时的01:26。其矩震級為7.3，震央在錫默盧島的北方，造成三人死亡。此次地震視為是2004年印度洋大地震的前震，2004年印度洋大地震的震央在此次震央的西北方六十公里處。

## 地质构造

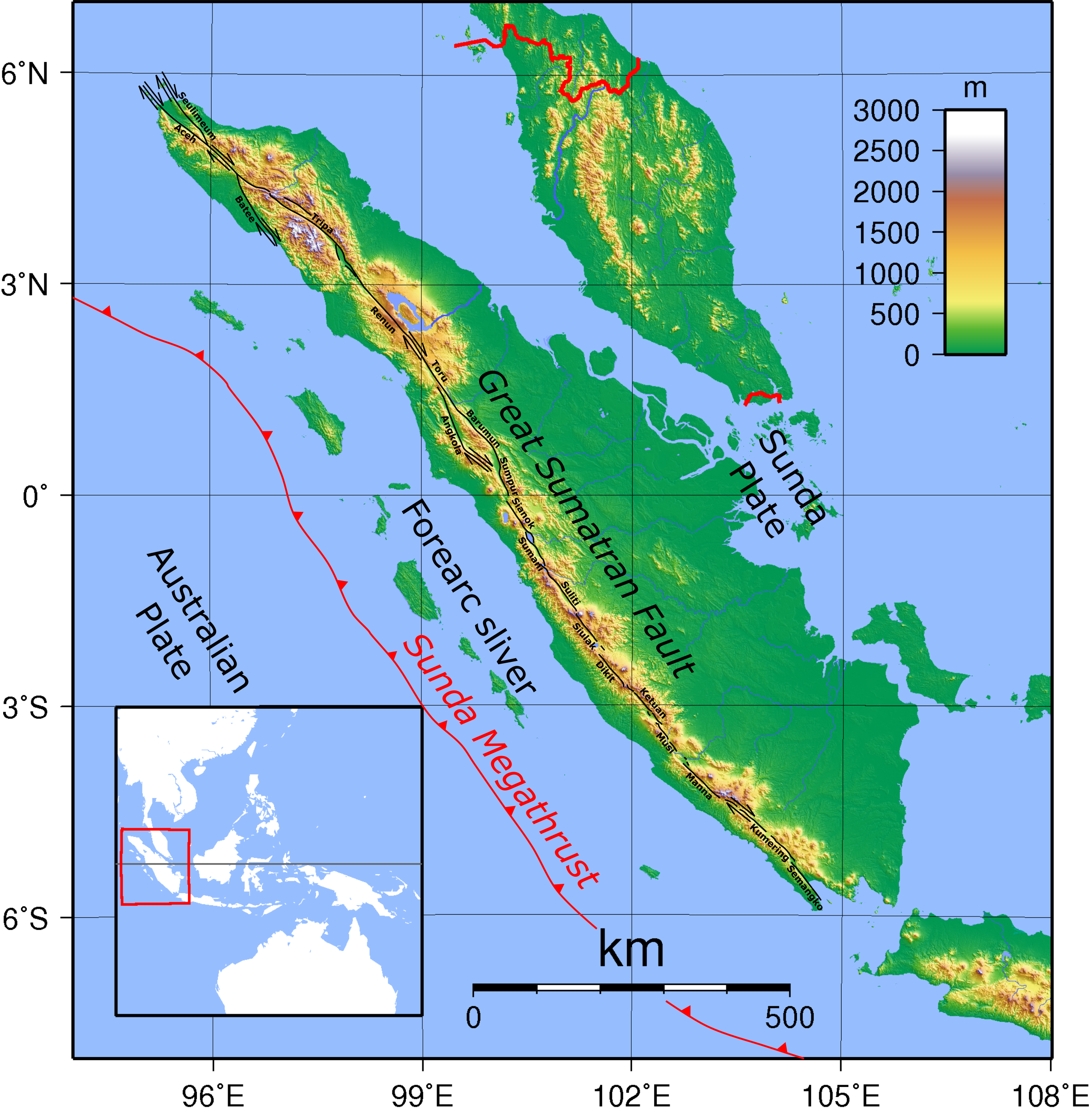
大蘇門答臘斷層

蘇門答臘島位在歐亞大陸板塊和印度-澳洲板塊之間的聚合性板塊邊緣。在蘇門答臘附近聚合區有highly oblique的特性，其位移由沿著隱沒帶的淨純傾向滑移斷層（稱為巽他大型逆衝區）以及沿著大蘇門答臘斷層的淨純走向滑移斷層所調節。在隱沒帶的主要滑移事件都是典型的大型逆衝區地震。有記載的大型或巨型逆衝區地震有出現在1797年、1833年、1861、2004年、2005年及2007年。這些地震常常伴隨著破壞性的海嘯。

## 損害
此地震震度最強的地方是在錫默盧島，有994棟房屋受損，三人死亡，65人受傷。在蘇門答臘亞齊特區的Tapaktuan、Meulaboh和Singkil也可以感受到地震。